# Denaro család
A Denaro család hírhedt olasz család, akiket szoros kapcsolatba hoztak a maffiával.

## Családtagok
A Denaróknak a szicíliai Corleone városa szolgált székhelyül, azonban kibővítették tevékenységüket Chicagóra és New Yorkra is.

## Történetük
A szicíliai feljegyzések szerint a Denaro család állítólag a 12. századig vezethető vissza.
1928-ban az olasz rendőrség öt Denaro-tagot letartóztatott egy házkutatás alatt.
2011 szeptemberében az olasz miniszterelnök, Silvio Berlusconi megfogadta, hogy felszámolja a szicíliai bűnözőket, beleérte a Denarót és a másik nagy családot, a Corsinót is.